# Antígono de Caristo
Antígono de Caristo (en griego Ἀντίγονος ὁ Καρύστιος; en latín Antigonus Carystius) fue un escritor y broncista griego  que vivió en el siglo III a. C. (fl. c. 240 a. C.). Vivió en Atenas y fue llamado a la corte de Átalo I (241 a. C.-197 a. C.) en Pérgamo. Su obra principal es las Vidas de los filósofos, escrita a partir de sus propias experiencias, y de la cual se conservan grandes fragmentos en los trabajos de Ateneo y Diógenes Laercio. También se conserva aún su Colección de historias maravillosas, que fueron extraídas principalmente de Περὶ θαυμασίων ἀκουσμάτων, atribuida a Aristóteles, y los Θαυμάσια de Calímaco. Es dudoso que se trate del escultor del mismo nombre quien, según Plinio (Naturalis Historia, xxxiv. 19), escribió libros sobre su arte. 